# Tricassa
Genre
Tricassa est un genre d'araignées aranéomorphes de la famille des Lycosidae.

## Distribution
Les espèces de ce genre se rencontrent en Afrique du Sud, en Namibie et à Madagascar.

## Liste des espèces
Selon World Spider Catalog (version 17.0, 20/04/2016) :
- Tricassa deserticola Simon, 1910
- Tricassa madagascariensis Jocqué & Alderweireldt, 2001

## Publication originale
- Simon, 1910 : Arachnoidea. Araneae (II). Zoologische und anthropologische Ergebnisse einer Forschungsreise im Westlichen und zentralen Südafrika. Denkschriften der Medicinisch-naturwissenschaftlichen Gesellschaft zu Jena, vol. 16, p. 175-218 (texte intégral).